# Hoplismenus obscurus
Hoplismenus obscurus är en stekelart som beskrevs av Joseph Kriechbaumer 1895. Hoplismenus obscurus ingår i släktet Hoplismenus och familjen brokparasitsteklar. Inga underarter finns listade i Catalogue of Life.